# Dendrobium wightii
Dendrobium wightii är en orkidéart som beskrevs av Alex Drum Hawkes och Alfonse Henry Heller. Dendrobium wightii ingår i släktet Dendrobium och familjen orkidéer. Inga underarter finns listade i Catalogue of Life.